# Barbara Achermann
Barbara Achermann (* 1979 in Schaffhausen) ist eine Schweizer Journalistin und Autorin. Sie ist Trägerin des Deutschen Reporter:innenpreises, des Swiss Press Award und des Zürcher Journalistenpreises.

## Leben
Achermann studierte Germanistik, Theaterwissenschaften und Anglistik in Basel, Bern und Liverpool. Zunächst war sie Redaktorin bei der Basler Zeitung, anschliessend bei der Zeitschrift Annabelle  und bei der deutschen Wochenzeitung Die Zeit. Seit 2023 ist sie stellvertretende Chefredaktorin von Das Magazin.
Seit 2009 berichtet sie regelmässig aus Subsahara-Afrika. Nach einer mehrmonatigen Recherche in Ruanda publizierte Achermann 2018 das Sachbuch Frauenwunderland: Die Erfolgsgeschichte von Ruanda. Darin beschreibt sie die rasante Emanzipation der Frauen in Ruanda nach dem Genozid von 1994, die dazu geführt hat, dass das Land heute in der Gleichstellungspolitik eine weltweite Vorbildfunktion einnimmt.
Für ihre journalistische Arbeit wurde sie mehrfach ausgezeichnet, 2021 mit dem Deutschen Reporter:innenpreis für ihre Reportage über den Modeschöpfer Pathé’O aus Burkina Faso, der als Schneider von Nelson Mandela bekannt wurde. 2023 mit dem Swiss Press Award für ihre Recherche über Missstände an der Tanzakademie Zürich. 2025 mit dem Zürcher Journalistenpreis für ihre Reportage über ein Duo, das in Ruanda Menschen vor dem Genozid rettete und später die Mörder jagte, denen die Schweiz Zuflucht gewährte.  

## Werke
- Frauenwunderland. Die Erfolgsgeschichte von Ruanda. Reclam, Stuttgart 2018, ISBN 978-3-15-011128-4.

## Auszeichnungen
- 2007: BZ-Preis für Lokaljournalismus[4]
- 2016: real21 – Die Welt verstehen. Hauptpreis (10.000 Euro) für ihre in der Zeitschrift Annabelle veröffentlichte Reportage aus Ruanda Das Frauenwunderland.[5]
- 2021: Deutscher Reporter:innenpreis in der Kategorie Kultur[6] für Ganz Starker Stoff, erschienen im Zeitmagazin[7]
- 2023: Swiss Press Award in der Kategorie Text für Die Schule der Demütigung, erschienen in Die Zeit.[8]
- 2025: Zürcher Journalistenpreis für Ein Fall für Zwei, erschienen in Das Magazin.[9]